# Leslie Allen
| jaar | rang enkelspel | rang dubbelspel |
| ---- | -------------- | --------------- |
| 1978 | 152            | –               |
| 1979 | 41             | –               |
| 1980 | 54             | –               |
| 1981 | 19             | –               |
| 1982 | 22             | –               |
| 1983 | 46             | –               |
| 1984 | 154            | –               |
| 1986 | 193            | 132             |
| 1987 | 374            | 275             |

Leslie Allen (Cleveland, 12 maart 1957) is een voormalig tennisspeelster uit de Verenigde Staten van Amerika. Allen speelt rechtshandig. Zij was actief in het internationale tennis van 1977 tot en met 1987.
In 1981 werd zij in Detroit de eerste Afro-Amerikaanse vrouw sinds het begin van het open tijdperk die een enkelspeltitel won op een professioneel toernooi.

## Biografie

### Jeugd
Bron:
Leslie Allen is de dochter van Sarah Allen, een gescheiden onderwijzeres, later actrice, die in haar vrije tijd de tennissport beoefende. Hoewel de kleine Leslie vaak op de tribune zat als haar moeder een wedstrijd speelde, vermocht het tennis haar niet te interesseren. Doordat zij op de lagere school een klas had overgeslagen, was zij na het doorlopen van het middelbaar onderwijs (high school) nog een jaar te jong om naar college te mogen. Daarom ging zij een tijdje bij haar vader in Cleveland wonen, waar zij het examenjaar op de Glenville High School nog maar een keertje overdeed, met daarnaast junior college-lessen. Voor de rest van de tijd zocht zij naar een geschikte sport, hetgeen haar als gekleurd meisje niet gemakkelijk werd gemaakt. Op dat moment maakten Chris Evert en Billie Jean King furore, waardoor Leslie's keus uiteindelijk toch op tennis viel. Door tussenkomst van het Women's Law Fund werd zij door de Ohio Athletic Association geaccepteerd voor deelname aan tennistoernooien.
In de vier jaren daarna studeerde zij aan vier verschillende colleges: het Carnegie-Mellon Institute in Pittsburgh, het Fashion Institute of Technology in New York, Texas Southern in Houston en Southern California in Los Angeles, steeds op zoek naar betere faciliteiten om te trainen. In 1977 ontving zij op Southern Cal haar diploma cum laude, met als hoofdvak "verbale communicatie".

### Enkelspel
Allen won in 1977 de enkelspeltitel op de American Tennis Association Championships (een amateurtoernooi) in New Orleans. Zij stond in 1979 voor het eerst in een WTA-finale, op het klassieke toernooi van Montréal – zij verloor van de Tsjechische Hana Mandlíková. Enkele maanden later had zij haar grandslamdebuut op Roland Garros – zij bereikte er meteen de derde ronde, onder meer door de Nederlandse Elly Vessies te verslaan. In 1981 veroverde Allen haar eerste, en enige, WTA-titel, op het toernooi van Detroit, waar zij in de finale revanche nam op Mandlíková.
Haar beste resultaat op de grandslamtoernooien is het bereiken van de vierde ronde, op Roland Garros 1981, waar zij ten slotte verloor van het tweede reekshoofd, Martina Navrátilová. Haar hoogste notering op de WTA-ranglijst is de 17e plaats, die zij bereikte in februari 1981, vlak na haar overwinning in Detroit.

### Dubbelspel
Allen behaalde in het dubbelspel betere resultaten dan in het enkelspel. Reeds in 1978 speelde zij dubbelspeltoernooien, zoals in Toronto met Nancy Ornstein, in San Antonio met Aleida Spex en op het Canadian Open, weer met Spex – bij deze optredens kwam zij niet voorbij de tweede ronde.
Allen had haar grandslamdebuut op Roland Garros 1979, met landgenote Kay McDaniel aan haar zijde. Een maand later, op Wimbledon, won zij haar eerste grandslampartijen, geflankeerd door Rayni Fox. Allen stond in 1980 voor het eerst in een WTA-finale, op het toernooi van Calgary, samen met landgenote Dianne Morrison – zij verloren van Marjorie Blackwood en Pam Whytcross. Later dat jaar veroverde Allen haar eerste WTA-titel, op het toernooi van Tucson, samen met landgenote Barbara Potter, door het eveneens Amerikaanse koppel Mary-Lou Piatek en Wendy White te verslaan. In totaal won zij vijf WTA-titels, de laatste in 1984 in Birmingham, samen met landgenote Anne White.
Haar beste resultaat op de grandslamtoernooien is het bereiken van de derde ronde. Haar hoogste notering op de WTA-ranglijst is de 10e plaats, die zij bereikte in februari 1983.

#### Gemengd dubbelspel
In deze discipline bereikte Allen de finale op Roland Garros 1983, samen met landgenoot Charles Strode – zij verloren de eindstrijd van Barbara Jordan en Eliot Teltscher.

### Na de actieve beroepscarrière
Na het beroepstennis te hebben verlaten, werd Allen televisiecommentator. Ook werd zij verkozen om zitting te nemen in de Board of Directors van de WTA. Zij stichtte de Leslie Allen Foundation, waarin zij jongeren helpt om successen te behalen, niet alleen op de tennisbaan maar ook daarbuiten. Allen werkt voorts als real estate agent (makelaar in onroerend goed) in New Jersey en zij is een motivational speaker.

## Palmares

### WTA-finaleplaatsen enkelspel
| nr.              | finale     | toernooi     | ondergrond    | tegenstandster  | score    | ref    |
| ---------------- | ---------- | ------------ | ------------- | --------------- | -------- | ------ |
| gewonnen finales |            |              |               |                 |          |        |
| 1.               | 1981-02-08 | WTA Detroit  | tapijt (i)    | Hana Mandlíková | 6-4, 6-4 | [ 15 ] |
| verloren finales |            |              |               |                 |          |        |
| 1.               | 1979-02-11 | WTA Montréal | hardcourt (i) | Hana Mandlíková | 6-7, 2-6 | [ 16 ] |

### WTA-finaleplaatsen vrouwendubbelspel
| nr.              | finale     | toernooi          | ondergrond    | partner         | tegenstandsters                  | score         | ref    |
| ---------------- | ---------- | ----------------- | ------------- | --------------- | -------------------------------- | ------------- | ------ |
| gewonnen finales |            |                   |               |                 |                                  |               |        |
| 1.               | 1980-12-21 | WTA Tucson        | tapijt (i)    | Barbara Potter  | Mary-Lou Piatek Wendy White      | 7-6, 6-0      | [ 17 ] |
| 2.               | 1982-02-07 | WTA Detroit       | tapijt (i)    | Mima Jaušovec   | Rosie Casals Wendy Turnbull      | 6-4, 6-0      | [ 18 ] |
| 3.               | 1982-04-25 | WTA Amelia Island | gravel        | Mima Jaušovec   | Barbara Potter Sharon Walsh      | 6-1, 7-5      | [ 19 ] |
| 4.               | 1984-03-25 | WTA Dallas        | tapijt (i)    | Anne White      | Sandy Collins Elizabeth Sayers   | 6-4, 5-7, 6-2 | [ 20 ] |
| 5.               | 1984-06-17 | WTA Birmingham    | gras          | Anne White      | Barbara Jordan Elizabeth Sayers  | 7-5, 6-3      | [ 21 ] |
| verloren finales |            |                   |               |                 |                                  |               |        |
| 1.               | 1980-02-10 | WTA Calgary       | hardcourt (i) | Dianne Morrison | Marjorie Blackwood Pam Whytcross | 5-7, 7-5, 4-6 | [ 22 ] |
| 2.               | 1984-01-09 | WTA Washington    | tapijt (i)    | Anne White      | Barbara Potter Sharon Walsh      | 1-6, 7-6, 2-6 | [ 23 ] |
| 3.               | 1985-01-20 | WTA Denver        | tapijt (i)    | Sharon Walsh    | Mary-Lou Piatek Robin White      | 6-1, 4-6, 5-7 | [ 24 ] |

### Finaleplaatsen gemengd dubbelspel
| nr.              | finale     | toernooi      | ondergrond | partner        | tegenstanders                  | score    |         |
| ---------------- | ---------- | ------------- | ---------- | -------------- | ------------------------------ | -------- | ------- |
| gewonnen finales |            |               |            |                |                                |          |         |
| geen             |            |               |            |                |                                |          |         |
| verloren finales |            |               |            |                |                                |          |         |
| 1.               | 1983-06-05 | Roland Garros | gravel     | Charles Strode | Barbara Jordan Eliot Teltscher | 2-6, 3-6 | details |

## Resultaten grandslamtoernooien
| Legenda | Legenda                          |
| ------- | -------------------------------- |
| g.t.    | geen toernooi gehouden           |
| l.c.    | lagere categorie                 |
| –       | niet deelgenomen                 |
| G       | uitgeschakeld in de groepsfase   |
| 1R      | uitgeschakeld in de eerste ronde |
| 2R      | uitgeschakeld in de tweede ronde |
| 3R      | uitgeschakeld in de derde ronde  |
| 4R      | uitgeschakeld in de vierde ronde |
| KF      | uitgeschakeld in de kwartfinale  |
| HF      | uitgeschakeld in de halve finale |
| F       | de finale verloren               |
| W       | het toernooi gewonnen            |
| w-v     | winst/verlies-balans             |

### Enkelspel
| toernooi        | 1979 | 1980 | 1981 | 1982 | 1983 | 1984 | 1985 |
| --------------- | ---- | ---- | ---- | ---- | ---- | ---- | ---- |
| Australian Open | –    | –    | 2R   | 3R   | –    | –    | –    |
| Roland Garros   | 3R   | 3R   | 4R   | 2R   | 1R   | 1R   | –    |
| Wimbledon       | –    | 1R   | 3R   | 2R   | 3R   | 1R   | –    |
| US Open         | 3R   | 2R   | 1R   | 1R   | 1R   | –    | 2R   |

### Vrouwendubbelspel
| toernooi        | 1979 | 1980 | 1981 | 1982 | 1983 | 1984 | 1985 | 1986 |
| --------------- | ---- | ---- | ---- | ---- | ---- | ---- | ---- | ---- |
| Australian Open | –    | –    | 1R   | 1R   | –    | –    | –    | g.t. |
| Roland Garros   | 1R   | 1R   | 2R   | 2R   | 3R   | 3R   | –    | –    |
| Wimbledon       | 3R   | 1R   | 2R   | 3R   | –    | 3R   | –    | 1R   |
| US Open         | 1R   | 2R   | 2R   | 3R   | 3R   | 2R   | 1R   | 2R   |

### Gemengd dubbelspel
| toernooi        | 1979 | 1980 | 1981 | 1982 | 1983 | 1984 |
| --------------- | ---- | ---- | ---- | ---- | ---- | ---- |
| Australian Open | g.t. | g.t. | g.t. | g.t. | g.t. | g.t. |
| Roland Garros   | –    | HF   | 1R   | 2R   | F    | 2R   |
| Wimbledon       | –    | –    | –    | 3R   | –    | 1R   |
| US Open         | 1R   | –    | 2R   | 2R   | 1R   | –    |